# Port lotniczy Newcastle International
Port lotniczy Newcastle International (ang.: Newcastle International Airport, kod IATA: NCL, kod ICAO: EGNT) – międzynarodowe lotnisko położone 11 km na północ od centrum Newcastle upon Tyne w Anglii, 9. co do ilości przewiezionych pasażerów w kraju: 5 431 976 (2006).

## Linie lotnicze i połączenia
| Linia lotnicza     | Kierunek |
| ------------------ | --- |
| Aegean Airlines    | Sezonowo: 1. Ateny |
| Aer Lingus         | 1. Belfast-City 2. Dublin |
| Air France         | 1. Paryż-Charles de Gaulle |
| BH Air             | Sezonowo: 1. Burgas 2. Sofia |
| British Airways    | 1. Londyn-Heathrow |
| Corendon Airlines  | Sezonowo: 1. Antalya 2. Dalaman |
| EasyJet            | 1. Amsterdam (od 5 września 2024) 2. Belfast-International 3. Bristol Sezonowo: 1. Alicante (od 2 kwietnia 2024) 2. Genewa 3. Palma de Mallorca |
| Emirates           | 1. Dubaj |
| Eurowings          | 1. Düsseldorf |
| Jet2.com           | 1. Alicante 2. Antalya 3. Faro 4. Fuerteventura 5. Madera 6. Gran Canaria 7. Kraków 8. Lanzarote 9. Malaga 10. Teneryfa-Południe Sezonowo: 1. Bergen (od 29 kwietnia 2024) 2. Berlin 3. Bodrum 4. Budapeszt 5. Burgas 6. Chania (od 2 maja 2024) 7. Kolonia/Bonn 8. Kopenhaga 9. Korfu 10. Dalaman 11. Dubrownik 12. Genewa 13. Girona 14. Grenoble 15. Heraklion 16. Ibiza 17. Izmir 18. / Jersey 19. Kefalonia 20. Kos 21. Larnaka 22. Malta 23. Menorka 24. Palma de Mallorca 25. Pafos 26. Praga 27. Reus 28. Reykjavík-Keflavík 29. Rodos 30. Rzym-Fiumicino 31. Salzburg 32. Santorini 33. Skiathos 34. Saloniki 35. Werona 36. Wiedeń 37. Zakintos |
| KLM                | 1. Amsterdam |
| Loganair           | 1. Aberdeen 2. Exeter 3. Southampton 4. Stavanger Sezonowo: 1. Bergen 2. Newquay |
| Lufthansa          | 1. Frankfurt |
| Ryanair            | 1. Alicante 2. Barcelona 3. Mediolan-Bergamo 4. Dublin 5. Faro 6. Fuerteventura 7. Gran Canaria 8. Kraków 9. Lanzarote 10. Malaga 11. Pafos 12. Teneryfa-Południe Sezonowo: 1. Chania 2. Gdańsk 3. Ibiza 4. Palma de Mallorca 5. Wrocław 6. Zadar |
| Southwind Airlines | Sezonowo: 1. Antalya (od 24 maja 2024) |
| SunExpress         | 1. Antalya |
| TUI Airways        | 1. Alicante 2. Gran Canaria 3. Hurghada 4. Lanzarote 5. Sal 6. Szarm el-Szejk 7. Teneryfa-Południe Sezonowo: 1. Antalya 2. Burgas 3. Cancún 4. Korfu 5. Dalaman 6. Dubrownik 7. Enfidha 8. Genewa 9. Heraklion 10. Ibiza 11. Innsbruck 12. Kefalonia 13. Kittilä 14. Kos 15. Larnaka 16. Malaga 17. Orlando-Melbourne 18. Menorka 19. Neapol 20. Palma de Mallorca 21. Pafos 22. Reus 23. Rodos 24. Rovaniemi 25. Salzburg 26. Skiathos 27. Turyn 28. Werona 29. Zakintos |

### Cargo
| Linia lotnicza      | Kierunek                             |
| ------------------- | ------------------------------------ |
| ASL Airlines France | 1. Kolonia/Bonn 2. Edynburg 3. Liège |
| FedEx Express       | 1. Kolonia/Bonn                      |